# セントクリストファー・ネイビスの軍事
セントクリストファー・ネイビスの軍事（セントクリストファー・ネイビスのぐんじ）。セントクリストファー・ネイビスの軍事組織について述べる。
ロイヤル・セントクリストファー・ネイビス警察隊（Royal Saint Kitts and Nevis Police Force）とセントクリストファー・ネイビス国防軍（Saint Kitts and Nevis Defence Force）の二つがある。
1983年、地域安全保障システムに加盟している。